# Hazel Keener

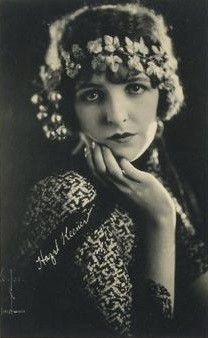
Hazel Keener (um 1925, Fotografie von Albert Witzel)

Hazel Keener (* 22. Oktober 1904 in Fairbury, Illinois; † 7. August 1979 in Pacific Grove, Kalifornien) war eine US-amerikanische Schauspielerin, die den Höhepunkt ihrer Karriere in der Stummfilmära hatte.

## Leben
Hazel Keener wuchs in Davenport auf und begann ihre Laufbahn als Teilnehmerin bei Schönheitswettbewerben. So gewann sie einen landesweiten Wettbewerb der Chicago Tribune und wurde 1923 nach ihrem Umzug nach Kalifornien vom Motion Picture Capitol zur Miss Hollywood gewählt. Bereits im Jahr zuvor hatte Keener ihr Filmdebüt in Der Klub der Unterirdischen. 1924 wurde sie zu einem der WAMPAS Baby Stars gekürt, denen man eine große Filmkarriere voraussagte. 
Zu Hazel Keeners Filmrollen zählten in den Anfangsjahren ihrer Karriere vor allem Auftritte in Western, in denen sie zumeist die Partnerin des Hauptdarstellers spielte. So war Keener unter anderem 1924 an der Seite von Wilfred Lucas in The Fighting Sap zu sehen. Wichtige Rollen abseits dieses Genres hatte sie unter anderem 1925 als College-Schönheit in der Komödie Der Sportstudent mit Harold Lloyd.
Mit dem Aufkommen des Tonfilms ließ die Karriere von Hazel Keener nach. In den folgenden Jahren war sie nur noch in kleinen Neben- oder Statistenrollen in zahlreichen Filmen wie Frisco-Express, Mutige Frauen, Dr. Wassells Flucht aus Java oder Der unbekannte Geliebte zu sehen. Zumeist blieb ihr Name im Abspann hierbei ungenannt. Ihren letzten Schauspielauftritt hatte Keener 1966 in einer Folge der Fernsehserie Wettlauf mit dem Tod. Anschließend zog sie sich ins Privatleben zurück.
Hazel Keener starb am 7. August 1979 im Alter von 74 Jahren in Pacific Grove an einem Herzinfarkt. Sie wurde auf dem Inglewood Park Cemetery bestattet.

## Filmografie (Auswahl)
- 1922: Der Klub der Unterirdischen (Penrod)
- 1922: The Married Flapper
- 1924: Galloping Gallagher
- 1924: Der Silberkönig der Nevada (North of Nevada)
- 1924: The Silent Stranger
- 1924: Die Maske des Lopez (The Mask of Lopez)
- 1924: The Dangerous Coward
- 1924: The Fighting Sap
- 1924: Verwöhnte junge Damen (Empty Hands)
- 1925: Parisian Love
- 1925: Der Sportstudent (The Freshman)
- 1927: One Hour of Love
- 1927: The Gingham Girl
- 1927: Whispering Sage
- 1937: Frisco-Express (Wells Fargo)
- 1940: Liebling, du hast dich verändert (I Love You Again)
- 1940: That Gang of Mine
- 1943: Mutige Frauen (So Proudly We Hail!)
- 1944: Dr. Wassells Flucht aus Java (The Story of Dr. Wassell)
- 1944: Der Morgen gehört uns (And Now Tomorrow)
- 1946: Der unbekannte Geliebte (Undercurrent)
- 1947: Die Farmerstochter (The Farmer’s Daughter)
- 1947: Ein Doppelleben (A Double Life)
- 1948: Johanna von Orleans (Joan of Arc)
- 1949: Frauen um Dr. Corday (The Doctor and the Girl)
- 1950: Frauengefängnis (Caged)
- 1950: Juwelenraub um Mitternacht (The Great Jewel Robber)
- 1951: Das Herz einer Mutter (The Blue Veil)
- 1951: Gangster (The Racket)
- 1966: Wettlauf mit dem Tod (Run for Your Life; Fernsehserie, eine Folge)